# Јована Јовић
Јована Јовић (рођена Јакшић, Београд, 30. септембар 1993) професионална је српска тенисерка.
Током јуниорске каријере освојила је укупно 10 ИТФ титула у појединачној конкуренцији. На ВТА турнирима дебитовала је у квалификацијама за турнир у мексичком Монтереју у априлу 2013. Следеће године је остварила и највећи успех у каријери победивши на том турниру јапанску тенисерку Кимико Дате Крум у полуфиналу са 2:1. У финалу је изгубила од сународнице Ане Ивановић.
Најбољи пласман на ВТА листи јој је 102. место маја 2014. године.

## Финала у каријери

### ВТА финала

#### Појединачно 1 (0-1)
| Гренд слем (0–0)               |
| Завршна првенства сезоне (0–0) |
| Обавезни Премијер (0–0)        |
| Премијер 5 (0–0)               |
| Премијер (0–0)                 |
| Међународни (0–1)              |

| Титуле по подлогама |
| Тврда (0–1)         |
| Трава (0–0)         |
| Шљака (0–0)         |

| Бр. | Датум          | Турнир            | Подлога | Противница у финалу | Резултат |
| 1.  | 6. април 2014. | Монтереј, Мексико | Тврда   | Ана Ивановић        | 2-6, 1-6 |

### ИТФ финала појединачно
| Легенда             |
| ------------------- |
| Турнири од $100.000 |
| Турнири од $75.000  |
| Турнири од $50.000  |
| Турнири од $25.000  |
| Турнири од $10.000  |

| Финала по подлогама |
| ------------------- |
| Тврда (4–0)         |
| Земља (9–4)         |
| Трава (0–0)         |
| Тепих (0–0)         |

| Резултат  | Бр. | Датум               | Турнир                 | Подлога | Ривалке             | Резултат      |
| --------- | --- | ------------------- | ---------------------- | ------- | ------------------- | ------------- |
| Титула    | 1.  | 4. јул 2011.        | Прокупље 2, Србија     | земља   | Софија Сусањи       | 6:2, 6:3      |
| Финалиста | 1.  | 22. август 2011.    | Винковци, Хрватска     | земља   | Индира Акики        | 6:3, 0:6, 2:6 |
| Финалиста | 2.  | 26. септембар 2011. | Пловдив, Бугарска      | земља   | Дина Фиценмајер     | 4:6, 4:6      |
| Финалиста | 3.  | 3. октобар 2011.    | Пирот, Србија          | земља   | Наталија Костић     | 3:6, 3:6      |
| Титула    | 2.  | 31. октобар 2011.   | Анталија, Турска       | земља   | Хана Пазникиренко   | 6:4, 6:2      |
| Титула    | 3.  | 12. март 2012.      | Мумбај, Индија         | тврда   | Керен Шломо         | 6:3, 7:6(7:5) |
| Титула    | 4.  | 24. септембар 2012. | Анталија, Турска       | земља   | Зузана Залабска     | 7:5, 7:5      |
| Титула    | 5.  | 8. октобар 2012.    | Анталија, Турска       | земља   | Лена-Мари Хофман    | 6:2, 6:3      |
| Титула    | 6.  | 29. октобар 2012.   | Анталија, Турска       | земља   | Хана Пазникиренко   | 6:2, 7:6(7:3) |
| Титула    | 7.  | 5. новембар 2012.   | Анталија, Турска       | земља   | Ана Коњух           | 6:3, 6:1      |
| Титула    | 8.  | 19. новембар 2012.  | Анталија, Турска       | земља   | Лаура-Јоана Андреј  | 6:2, 6:0      |
| Титула    | 9.  | 11. фебруар 2013.   | Анталија, Турска       | земља   | Јасмина Тињић       | 5:2, предаја  |
| Титула    | 10. | 18. фебруар 2013.   | Анталија, Турска       | земља   | Јоана Дуку          | 6:2, 7:5      |
| Финалиста | 4.  | 25. фебруар 2013.   | Анталија, Турска       | земља   | Ралука Олару        | 3:6, 5:7      |
| Титула    | 11. | 8. април 2013.      | Поза Рика, Мексико     | тврда   | Џулија Коен         | 2-6, 6-3, 6-4 |
| Титула    | 12. | 13. мај 2013.       | Баликпапан, Индонезија | тврда   | Јанг Жи             | 6-3, 6-2      |
| Титула    | 13. | 20. мај 2013.       | Таракан, Индонезија    | тврда   | Ли Тинг             | 6-3, 6-2      |
| Финалиста | 5.  | 22. јул 2013.       | Рексам, Велс           | тврда   | Дијана Марцинкевича | 7–5, 5–7, 2–6 |

### ИТФ финала у дублу
| Легенда             |
| ------------------- |
| Турнири од $100.000 |
| Турнири од $75.000  |
| Турнири од $50.000  |
| Турнири од $25.000  |
| Турнири од $10.000  |

| Финала по подлогама |
| ------------------- |
| Тврда (0–0)         |
| Земља (0–0)         |
| Трава (0–0)         |
| Тепих (0–0)         |

| Резултат  | Бр. | Датум            | Турнир          | Подлога | Партнерка       | Противнице                    | Резултат         |
| --------- | --- | ---------------- | --------------- | ------- | --------------- | ----------------------------- | ---------------- |
| Финалиста | 1.  | 18. октобар 2010 | Монастир, Тунис | тврда   | Саша Хабибулина | Ирина Глимакова Полина Монова | 2:6, 6:1, [7:10] |